# Демир-Капия
Деми́р-Ка́пия (макед. Демир Капија) — город в Республике Северная Македония, центр одноименной общины Демир-Капия.
Название города имеет турецкое происхождение (тур. demir kapı — железные ворота).

## География
Город расположен на правом берегу реки Вардар у входа в одноименное ущелье Демир Капия.

## История
Возле города Демир-Капия находятся развалины средневекового города Просек, столицы владетелей Добромира Хриза и Стреза.

## Население
По переписи 2021 года, в Демир-Капия проживало 2643 жителя.
| Национальность | Всего |
| македонцы      | 3161  |
| албанцы        | 19    |
| турки          | 19    |
| цыгане         | 16    |
| сербы          | 34    |
| другие         | 26    |